# えっちゅう
えっちゅうは、お笑いコンビ。群馬県出身。

## 略歴
- 2013年4月 - ワタナベエンターテインメントの芸人養成所ワタナベコメディスクール（WCS）18期生として入学。
- 2014年 4月 - ワタナベエンターテインメントに所属。群馬県出身でフリーで活躍中の芸人関あっしに声をかけられたのを機に地元群馬でも活動の場が増える。
- 2014年12月 - WCS同期のマドモアゼルズ、土佐兄弟と3組のライブ「シャレ箱 '18」を始動（初回は第0回）
- 2015年以降 - 東京都内でのライブ、イベントや、事務所の先輩クマムシの営業等に同行、地元群馬県でのラジオ、ライブ、イベントMCなど、幅広く活動。
- 2016年1月 - 地元群馬県に拠点を移す。
- 2016年 5月- 高崎市観光大使に就任。
- 2016年10月- 現在フリーで活動中。

## メンバー
- 丸山智也（まるやま ともや）
  - 1991年（平成3年）3月23日生まれ。A型。群馬県高崎市出身。
  - 立ち位置（向かって左）ボケ担当。 目印（金髪）。 愛称：まるちゃん
  - 学歴 ： 高崎市立並榎中学校 → 東京農業大学第二高等学校 → 大東文化大学文学部教育学科卒
  - 部活等 ： 野球歴（4年間／少年野球時代市選抜選出）、ソフトテニス（中学から10年間／高校時代に2度関東大会出場、当時群馬県高校生ランキング8位）
  - 身長 171センチ、体重 65キロ
  - 資格 ： 幼稚園・小学校教員免許、漢検二級、ダイエット検定2級、書道6段、普通自動車免許、自動二輪免許
  - 趣味 ： カラオケ、サバゲー、飲み歩き、コブクロライブ鑑賞など ／ 特技：オペラ
  - 好きなもの ： チャーハン、いくら、お酒、コブクロなど
  - 嫌いなもの ： 納豆、チーズ、柿の種など
- 福山優作（ふくやま ゆうさく）
  - 1990年（平成2年）12月13日生まれ。A型。群馬県高崎市出身
  - 立ち位置（向かって右）ツッコミ担当。 目印（よりふくよかな方）。 愛称：ふくちゃん
  - 学歴 ： 高崎市立並榎中学校 → 東京農業大学第二高等学校 → 東京農業大学応用生物科学部卒
  - 部活等 ： 剣道部（中学）、ラグビー部（高校…半年後に帰宅部）
  - 身長 179センチ　体重 97キロ
  - 資格 ： 英検4級、剣道初段、普通自動車免許
  - 趣味 ： キャンプ、包丁研ぎ、海水浴など　／ 特技：これといってないが暴漢退治ができる。
  - 好きなもの ： 柴犬、生牡蠣、ラーメンなど　
  - 嫌いなもの ： グリーンピース、アスパラ、高い所（高所恐怖症）絶叫マシン

## エピソード等
- 二人の出会いは中学校。福山、丸山の席順で前後だったのが仲良くなるきっかけ。プリントを後ろに回すとき、福山が話しかけた。
- “えっちゅう”というコンビ名は、2人が出会い、思春期を共に過ごした並榎中学校に由来する。その他、コンビ名の候補に“群銀スカイウォーカーズ”（福山案）、“高崎ダンボール”（丸山案）があった。
- 中学卒業後、同じ高校に通い、大学は別々だったが出会いから2016年現在まで一緒に過ごした約12年間。大きなけんかもなく、今でも家のお風呂に2人で入るほど大の仲良しである。
- 高校の文化祭でステージの申し込み時間に間に合わず、諦めきれずに行ったゲリラライブで見えないほどの人集りができた上、とてもウケたのが芸人になろうと思ったひとつのきっかけ。
- 幼稚園・小学校教諭の免許をもつ丸山は教師の道も考えていたが、ある時迷っている丸山に福山が詰め寄り、丸山も決意。周囲の反対もあったが芸人の道を選んだ。
- 初舞台は大学時代のアマチュア大会である。
- ネタ作成者は主に丸山であるが、普段から2人でやりとりしながらネタを作り上げて行くこともある。
- 基本的にボケが丸山、ツッコミが福山であるがネタによって多少入れ替わったりもする。
- 福山が天然で日常的にズレた事を言う面があり、そこに着目した構成のネタで2015年M-1グランプリの1回戦を突破した。
- 福山は21歳の時、ダイエットのためランニングをした際に足首に痛みを覚え、病院で痛風と診断された。そのため毎食後の服薬が欠かせない。
- 福山が柴犬を飼い始める。( 2016年2月)名前は紋次郎。
- 中学当時、とてもモテた福山は、卒業の際に制服のボタンが全てなくなってしまった。

## 出演等
- ひるポチッ!（2014年9月、11月、群馬テレビ）
- オモクリ監督 〜O-Creator's TV show〜 ※福山のみ（2014年11月、フジテレビ）
- JOYnt!（2014年11月、2015年7月、群馬テレビ）
- ぐりんぱラジオ（2014年8月、同期ぐりんぱのラジオにゲスト出演。※ぐりんぱは2015年11月に解散）
- リンクしようよ（2014年9月、まえばしCITYエフエム）
- まえらじ〜えっちゅう道中膝栗毛のコーナー〜（2014年10月〜、まえばしCITYエフエム）
- アフタヌーントリップ（2015年1月・2月・3月、ラジオ高崎）※番組は終了しています
- FMぐんまちゃん家〜東京・ぐんま県人会〜（2015年10月、エフエム群馬）
- 中山秀征の有楽町で逢いまSHOW ※前説（2015年夏期、ニッポン放送）
- 地域フリーペーパー『ふりぺっこ』群馬県央版5月号〜地元ヒーロー&ヒロインinterview〜（2015年5月)
- きしん伝心( 2016年2月、3月、まえばしCITYエフエム）
- ハナハナストリート300回記念 ( 2016年３月、ラジオ高崎)
- ランチどきっ ( 2016年3月、FM桐生)
- 同期芸人のマドモアゼルズ、土佐兄弟と開催していたライブ「シャレ箱 '18」 (2014年12月〜2016年5月）
- シャレ箱メンバー（えっちゅう、マドモアゼルズ、土佐兄弟の3組）でのニコニコ生放送「シャレ箱生放送」（2015年10月〜2016年4月）

## 定期活動等
- まえらじ〈アシスタント〉〈えっちゅう道中膝栗毛のコーナー〉（まえばしCITYエフエム、2014年10月〜）
- 上州お笑いライブ狼煙 ／ ( 2014年6月〜）
- えっちゅうの放課後ラジオ【YouTube】（2015年9月〜)
- ラジオ高崎【ハナハナストリート】                                 ( 2016年5月〜)
- 単独ライブ【ROOTS】開催( 2016年3月〜)